# 五郎右衛門邸
五郎右衛門邸（ごろうえもんてい）は兵庫県姫路市の地名。郵便番号670-0857。

## 地理
五郎右衛門邸は姫路市中心部、姫路城外曲輪の北東部、外堀の端部に位置する。歴史的に野里地区の一部とされるが、外曲輪内であることから内町にも分類される。北に野里堀留町、以下時計回りに野里東同心町・同心町・金屋町・橋之町・福本町・米屋町・鍛冶町と接する。

## 歴史
鋳物師棟梁の芥田五郎右衛門の土地であったことに由来する町名である。一部を除き町名に「町」が付かないのは姫路における元武家地の特徴である。
13世紀半ば以前から鋳物師の中心地で当地は芥田家の畠地であったが、池田輝政による築城における「慶長の町割り」のため召し上げられ芥田家は大野町へ移された。のちに芥田家に旧地が返還されて鍛冶裏新町（正徳4年（1714年）に米屋町と改称）となるが、残りの畠地は明暦4年（1658年）再度召し上げられて組屋敷となる。当初「足軽町」と呼ばれたが、芥田五郎右衛門にちなんで「五郎右衛門屋敷」のちに「五郎右衛門邸」と呼ばれるようになった。
大区小区制については飾磨県にあっては第八大区第四小区に、兵庫県にあっては播磨国第八大区第一小区に属した。1889年（明治22年）に姫路に市制が施行された当初から姫路市に属している。1945年（昭和20年）の2度の姫路空襲では被災を免れ、城下町の防御のために道の交差をずらした「あてまげ」などの特徴が残っている。

## 世帯数と人口
2024年（令和6年）3月31日現在の世帯数と人口は以下の通りである。
| 町名         | 世帯数 | 人口  |
| ------------ | ------ | ----- |
| 五郎右衛門邸 | 99世帯 | 202人 |

それ以前の世帯数と人口は以下の通りである。
| 調査年             | 世帯数  | 人口  | 出典   |
| ------------------ | ------- | ----- | ------ |
| 1898年（明治31年） | 67世帯  | 222人 | [ 13 ] |
| 1921年（大正10年） | 96世帯  | 355人 | [ 14 ] |
| 1949年（昭和24年） | 111世帯 | 427人 | [ 15 ] |
| 1951年（昭和26年） | 126世帯 | 485人 | [ 16 ] |
| 1978年（昭和53年） | 114世帯 | 347人 | [ 17 ] |
| 1984年（昭和59年） | 116世帯 | 337人 | [ 18 ] |
| 1990年（平成2年）  | 109世帯 | 313人 | [ 19 ] |
| 1995年（平成7年）  | 101世帯 | 263人 | [ 20 ] |
| 2000年（平成12年） | 105世帯 | 259人 | [ 21 ] |

## 小・中学校の学区
市立小・中学校に通う場合、学区は以下の通りとなる。
| 区域 | 小学校             | 中学校             |
| ---- | ------------------ | ------------------ |
| 全域 | 姫路市立野里小学校 | 姫路市立城乾中学校 |

## 交通
以下は町外。
- 播但線京口駅まで1.2km、姫路駅まで2.1km
- 神姫バス「野里門」バス停（系統多数）まで200m

## 施設・旧跡
- 元侍屋敷 - 姫路城周辺にわずかに現存する江戸期の武家屋敷。他には坊主町に現存する(共に個人宅、非公開。2020年時点[23])。
- 姫路城外濠跡碑 - 姫路城外堀の現存する部分の北端にある石碑と説明板（野里堀留町との境界）[24]。